# Spirorbis bernardi
Spirorbis bernardi är en ringmaskart som beskrevs av Maurice Caullery och Mesnil 1897. Spirorbis bernardi ingår i släktet Spirorbis och familjen Serpulidae. Inga underarter finns listade i Catalogue of Life.